# Daniel Burnham
Daniel Hudson Burnham, FAIA (4 de septiembre de 1846-1 de junio de 1912) fue un arquitecto y diseñador urbano estadounidense. Defensor del movimiento Beaux-Arts, pudo haber sido "el agente de poder más exitoso que jamás haya producido la profesión arquitectónica estadounidense".
Un exitoso arquitecto de Chicago, fue seleccionado como Director de Obras para la Exposición Mundial de Colombia de 1892–93, conocida coloquialmente como "La Ciudad Blanca". Tuvo roles prominentes en la creación de planes maestros para el desarrollo de varias ciudades, incluido el Plan de Chicago, y planes para Manila, Baguio y el centro de Washington D. C. También diseñó varios edificios famosos, incluidos varios rascacielos notables en Chicago, el Flatiron Building de forma triangular en Nueva York, Union Station en Washington D. C., los grandes almacenes Selfridges de Londres y Merchants Exchange de San Francisco.
Aunque es más conocido por sus rascacielos, la planificación de la ciudad, y por la ciudad blanca, casi un tercio del total de la producción de Burnham – 1,37 millones de metros cuadrados – consistió en edificios para ir de compras.

## Primeros años

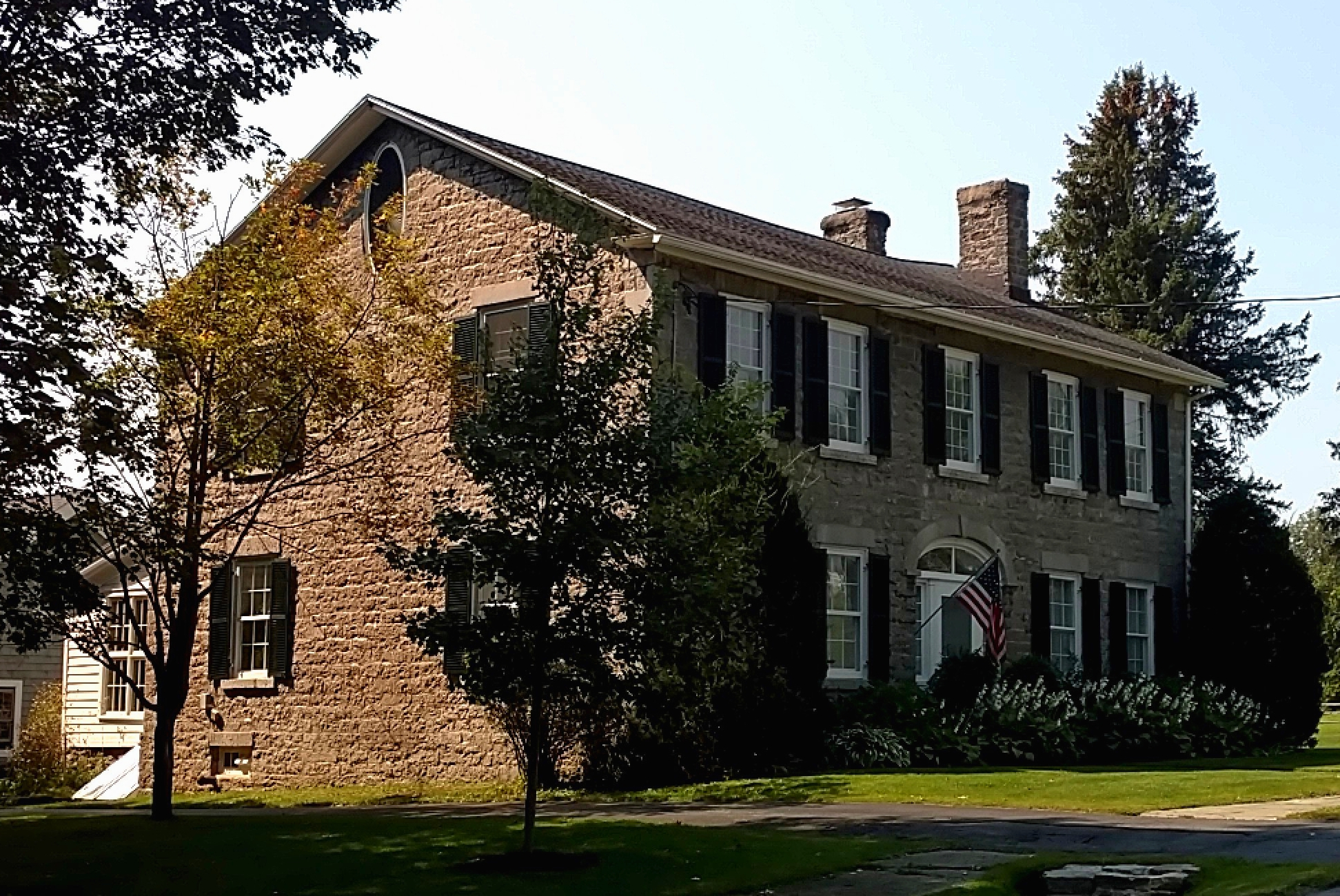
La casa de la infancia de Burnham en Henderson.

Burnham nació en Henderson, Nueva York, hijo de Elizabeth Keith (Weeks) y Edwin Arnold Burnham. Fue criado en las enseñanzas del Swedenborgiano, también llamado la Nueva Iglesia que arraigó en él la fuerte creencia de que el hombre debe esforzarse por estar al servicio de los demás. A la edad de ocho años, Burnham se mudó a Chicago y su padre estableció allí un negocio de drogas al por mayor que se convirtió en un éxito.
Burnham no era un buen estudiante, pero era bueno dibujando. Se mudó a la parte este del país a la edad de 18 años para recibir clases de tutores privados con el fin de aprobar los exámenes de admisión de Harvard y Yale, reprobando ambos aparentemente debido a un caso grave de ansiedad ante los exámenes. En 1867, cuando tenía 21 años, regresó a Chicago y tomó un aprendizaje como dibujante con William LeBaron Jenney del estudio de arquitectura Loring & Jenney. La arquitectura parecía ser la vocación que estaba buscando y les dijo a sus padres que quería convertirse en "el mejor arquitecto de la ciudad o el campo".
Sin embargo, el joven Burnham todavía tenía una veta de pasión por los viajes en él, y en 1869 dejó su aprendizaje para ir a Nevada con amigos para intentar extraer oro, en lo que fracasó. Luego se postuló para la legislatura del estado de Nevada y no pudo ser elegido. En quiebra, regresó de nuevo a Chicago y ocupó un puesto con el arquitecto LG Laurean. Cuando el Gran Incendio de Chicago azotó la ciudad en octubre de 1871, parecía que habría un trabajo interminable para los arquitectos, pero Burnham optó por atacar de nuevo, convirtiéndose primero en un vendedor de vidrieras y luego en un boticario. Falló en el primero y abandonó el segundo. Más tarde comentó sobre "una tendencia familiar a cansarse de hacer lo mismo durante mucho tiempo".

## Carrera profesional
A los 26 años, Burnham se trasladó a las oficinas de Carter, Drake y Wight en Chicago, donde conoció al futuro socio comercial John Wellborn Root, que tenía 21 años y era cuatro años más joven que Burnham. Los dos se hicieron amigos y luego abrieron juntos una oficina de arquitectura en 1873. A diferencia de sus empresas anteriores, Burnham se apegó a esta. Burnham and Root se convirtió en una empresa de gran éxito. Su primera comisión importante vino de John B. Sherman, el superintendente de Union Stock Yards en Chicago, que proporcionó el sustento – directa o indirectamente – a una quinta parte de la población de la ciudad. 
Sherman contrató a la empresa para que le construyera una mansión en Prairie Avenue en Twenty-first Street, entre las mansiones de los otros barones comerciantes de Chicago. Root hizo el diseño inicial. Burnham lo refinó y supervisó la construcción. Fue en el sitio de construcción donde conoció a la hija de Sherman, Margaret, con quien Burnham se casaría en 1876 después de un breve noviazgo. Sherman encargaría otros proyectos a Burnham y Root, incluido Stone Gate, un portal de entrada a los corrales que se convirtió en un hito de Chicago.

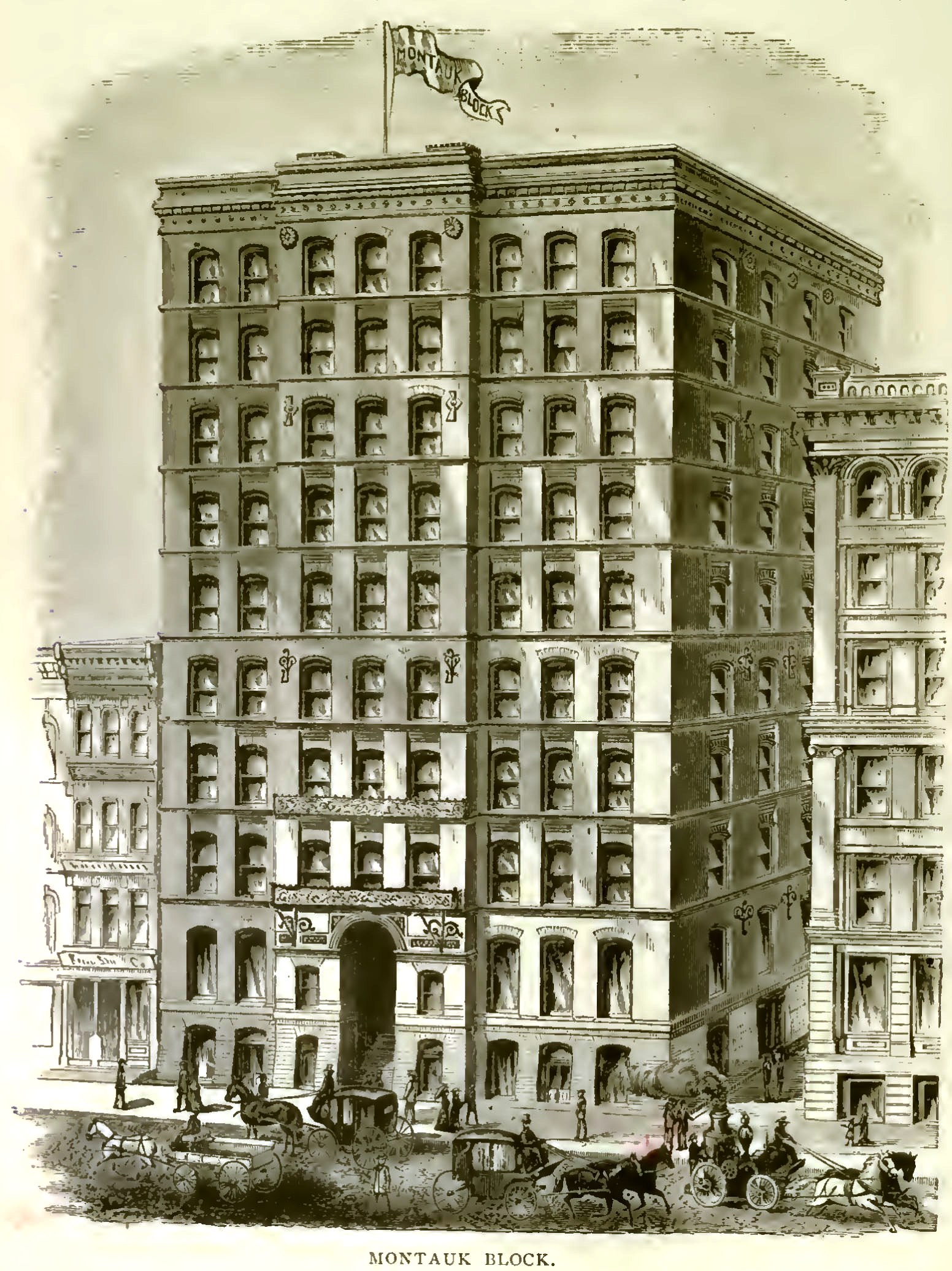
El Montauk Building, c.1886

En 1881, la empresa recibió el encargo de construir el Montauk Building, que sería el edificio más alto de Chicago en ese momento. Para resolver el problema del suelo arenoso saturado de agua de la ciudad y el lecho rocoso de 38,1 m debajo de la superficie, a Root se le ocurrió un plan para excavar hasta una capa de arcilla "dura" sobre la cual se colocó una capa de 0,6 m plataforma gruesa de hormigón superpuesta con rieles de acero colocados en ángulo recto para formar una "parrilla" de celosía, que luego se rellena con cemento Portland. 
Esta "base flotante" era, en efecto, un lecho de roca creado artificialmente sobre el que se podía construir el edificio. El edificio terminado era tan alto en comparación con los edificios existentes que desafiaba una descripción fácil, y se acuñó el nombre de "rascacielos" para describirlo. Thomas Talmadge, arquitecto y crítico de arquitectura, dijo del edificio: "Lo que Chartres fue para la catedral gótica, el bloque Montauk fue para el alto edificio comercial".
Burnham y Root continuaron construyendo más de los primeros rascacielos estadounidenses, como el Masonic Temple Building en Chicago. Con 21 pisos y 302 pies, el templo tenía reclamos como el edificio más alto de su tiempo, pero fue demolido en 1939.
Los talentos de los dos socios fueron complementarios. Ambos eran artistas y arquitectos talentosos, pero Root tenía la habilidad de concebir diseños elegantes y pudo ver casi de inmediato la totalidad de la estructura necesaria. Burnham, por otro lado, se destacó en atraer clientes y supervisar la construcción de los diseños de Root. Cada uno apreciaba el valor del otro para la empresa. Burnham también tomó medidas para asegurarse de que sus empleados estuvieran contentos: instaló un gimnasio en la oficina, dio lecciones de esgrima y dejó que los empleados jugaran balonmano a la hora del almuerzo. Root, pianista y organista, ofreció recitales de piano en la oficina en un piano alquilado. Paul Starrett, quien se unió a la oficina en 1888, dijo: "La oficina estaba llena de trabajo, pero el espíritu del lugar era deliciosamente libre, fácil y humano en comparación con otras oficinas en las que había trabajado".

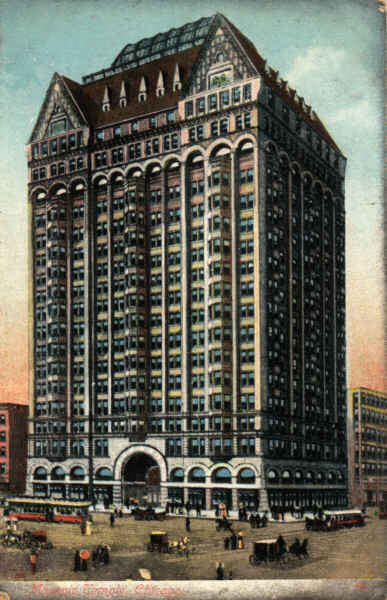
Masonic Temple Building en Chicago

Aunque la empresa tuvo un gran éxito, hubo varios reveses notables. Uno de sus diseños, el Grannis Block en el que se encontraba su oficina, se quemó en 1885 y requirió un traslado al último piso de The Rookery, otro de sus diseños. Luego, en 1888, un hotel de Kansas City que habían diseñado se derrumbó durante la construcción, matando a un hombre e hiriendo a varios más. En la investigación del forense, el diseño del edificio fue objeto de críticas. La publicidad negativa sacudió y deprimió a Burnham. Luego, en un revés adicional, Burnham y Root tampoco lograron ganar la comisión para el diseño del gigantesco Auditorium Building, que fue a parar a sus rivales, Adler & Sullivan.
El 15 de enero de 1891, mientras la firma estaba inmersa en reuniones para el diseño de la Exposición Mundial de Columbia, Root murió después de un curso de neumonía de tres días. Como Root tenía solo 41 años, su muerte sorprendió tanto a la sociedad de Burnham como a la de Chicago. Después de la muerte de Root, la firma de Burnham and Root, que había tenido un gran éxito en la producción de edificios modernos como parte de la Escuela de Arquitectura de Chicago, pasó a llamarse D. H. Burnham & Company. Después de eso, la firma continuó con sus éxitos y Burnham extendió su alcance al diseño de ciudades.

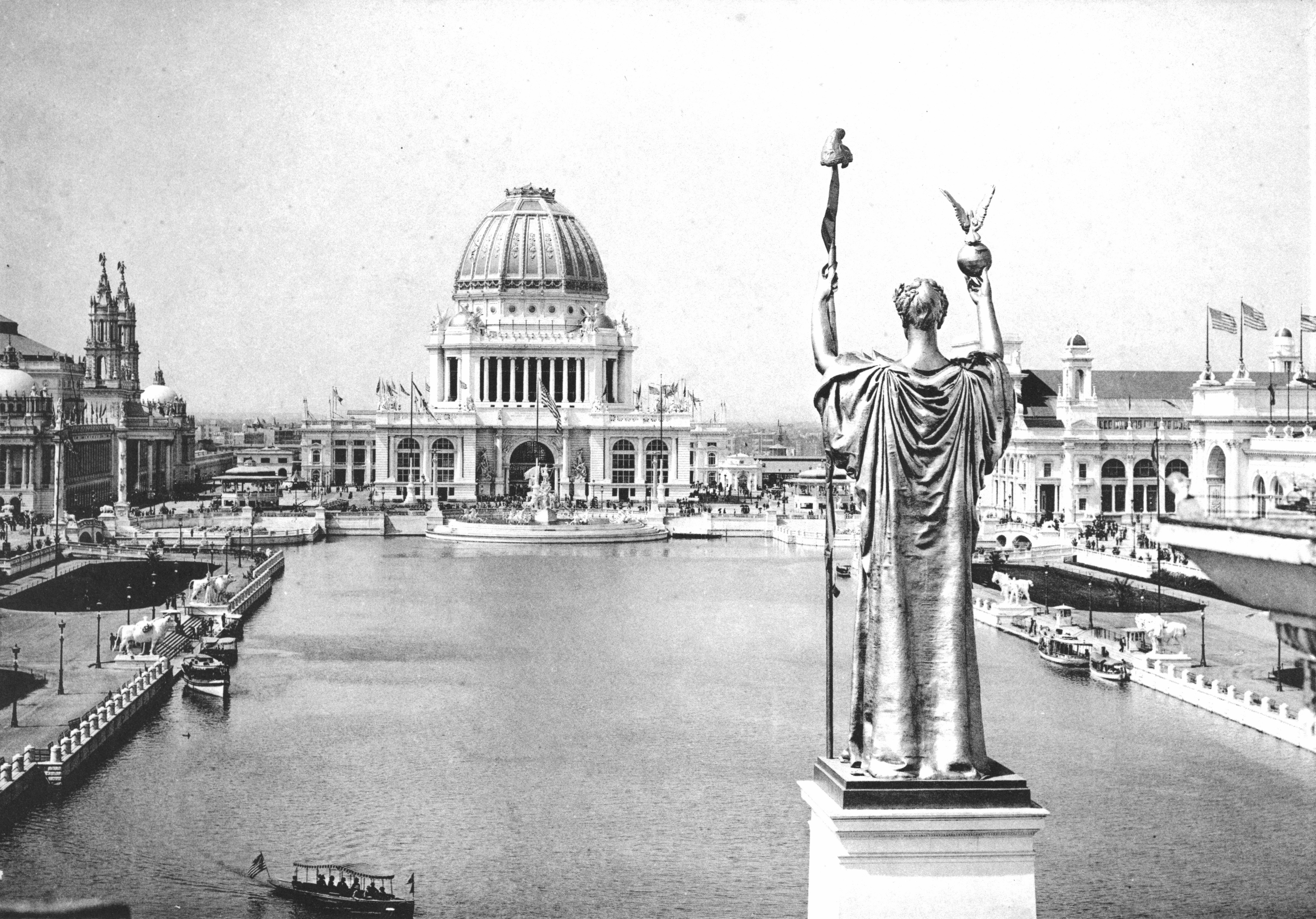
Tribunal de Honor y Gran Cuenca — Exposición Colombina Mundial

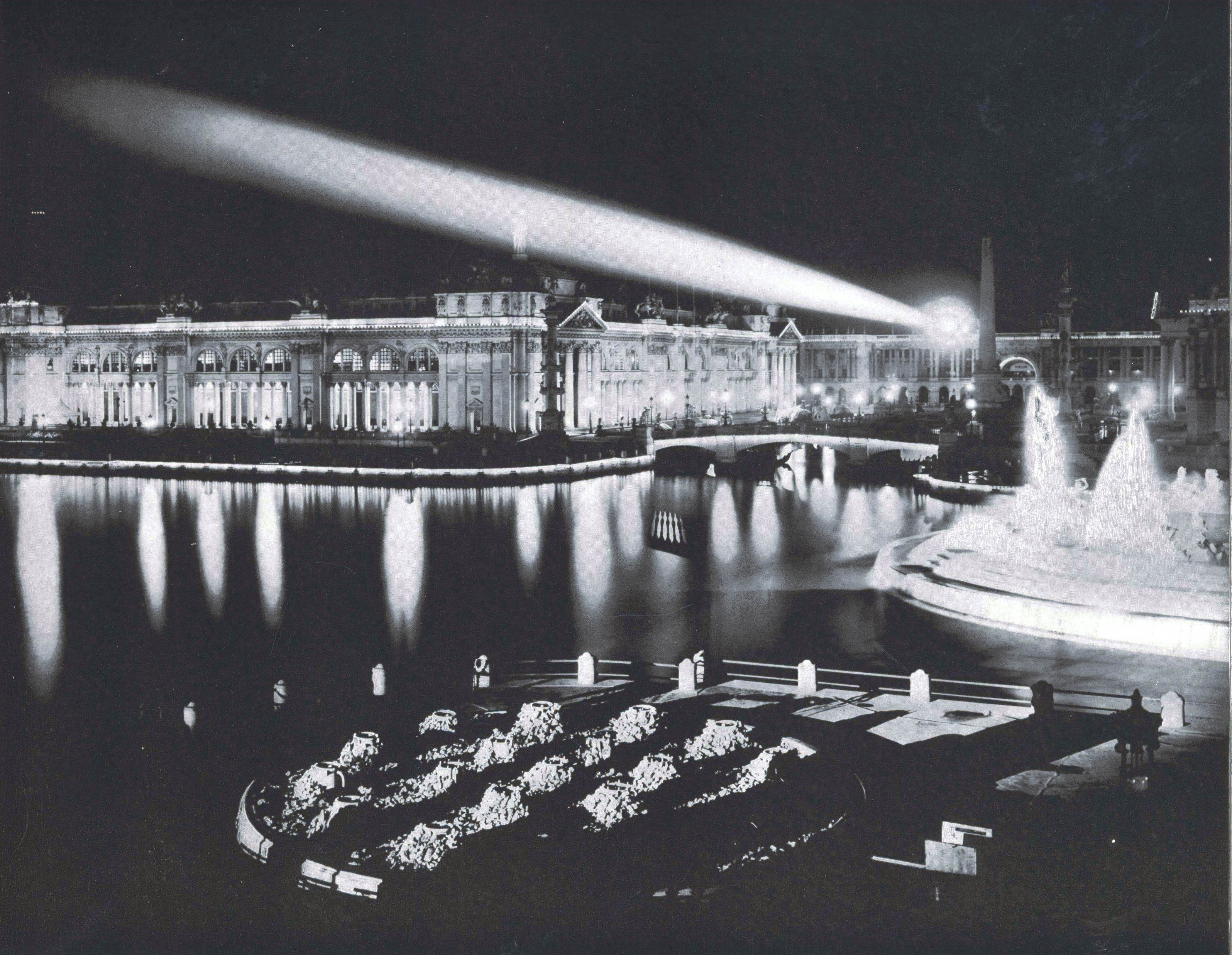
El edificio agrícola de noche (1893)

### Exposición Colombina Mundial
Burnham y Root habían aceptado la responsabilidad de supervisar el diseño y la construcción de la Exposición Mundial de Columbia en el entonces desolado Jackson Park de Chicago en la orilla sur del lago. La feria más grande del mundo hasta esa fecha (1893), celebró el 400 aniversario del famoso viaje de Cristóbal Colón. Después de la repentina e inesperada muerte de Root, un equipo de distinguidos arquitectos y arquitectos paisajistas estadounidenses, incluidos Burnham, Frederick Law Olmsted, Charles McKim, Richard M. Hunt, George B. Post, Henry Van Brunt y Louis Sullivan, cambiaron radicalmente el estilo moderno y colorido de Root. estilo a un estilo renacimiento clásico. Para asegurar el éxito del proyecto, Burnham trasladó su residencia personal a una sede de madera, llamada "la chabola" en el floreciente recinto ferial para mejorar su capacidad de supervisar la construcción. La construcción de la feria enfrentó enormes obstáculos financieros y logísticos, incluido un pánico financiero mundial y un plazo extremadamente ajustado para abrir a tiempo.
Considerado el primer ejemplo de un documento de planificación integral en la nación, el recinto ferial presentaba grandes bulevares, fachadas de edificios clásicos y exuberantes jardines. A menudo llamada la "Ciudad Blanca", popularizó la arquitectura neoclásica en un estilo Beaux-Arts monumental pero racional. Como resultado de la popularidad de la feria, se dijo que los arquitectos de Estados Unidos estaban inundados de solicitudes de los clientes para incorporar elementos similares en sus diseños.
El control del diseño y la construcción de la feria fue un tema de disputa entre varias entidades, en particular la Comisión Nacional que encabezó George R. Davis, quien se desempeñó como director general de la feria. También estaba dirigida por la Exposition Company, que estaba formada por los principales comerciantes de la ciudad, dirigida por Lyman Gage, que había recaudado el dinero necesario para construir la feria, y Burnham como director de obras. Además, la gran cantidad de comités dificultó que la construcción avanzara al ritmo necesario para cumplir con el plazo del día de apertura. Después de un gran accidente que destruyó uno de los edificios más importantes de la feria, Burnham tomó un control más estricto de la construcción y distribuyó un memorando a todos los jefes de departamento de la feria que decía "He asumido el control personal del trabajo activo dentro de los terrenos del World's Columbian Exposición ... De ahora en adelante, y hasta nuevo aviso, informará y recibirá órdenes de mí exclusivamente ".

Después de la inauguración de la feria, Olmsted, quien diseñó el recinto ferial, dijo de Burnham que "no se puede hacer una estimación demasiado alta de la industria, la habilidad y el tacto con los que este resultado fue asegurado por el maestro de todos nosotros". El propio Burnham rechazó la sugerencia de que Root había sido en gran parte responsable del diseño de la feria, escribiendo después:
Lo que se hizo hasta el momento de su muerte fue la más leve sugerencia de un plan ... La impresión sobre su papel ha sido construida gradualmente por algunas personas, amigas íntimas suyas y en su mayoría mujeres, que naturalmente después de la Feria resultaron hermosas y deseaban identificar más ampliamente su memoria con ella.
Sin embargo, la reputación de Burnham se vio considerablemente reforzada por el éxito y la belleza de la feria. Tanto Harvard como Yale le otorgaron títulos de maestría honorarios que mejoraron el haber reprobado sus exámenes de ingreso en su juventud. La percepción común mientras Root estaba vivo era que él era el artista arquitectónico y Burnham había dirigido el lado comercial de la firma; La muerte de Root, aunque fue devastadora para Burnham personalmente, le permitió desarrollarse como arquitecto de una manera que podría no haberlo hecho si Root hubiera vivido.
En 1901, Burnham diseñó el Flatiron Building en Nueva York, una estructura pionera que utilizó un esqueleto de acero interno para proporcionar integridad estructural; los muros exteriores de mampostería no soportaban carga. Esto permitió que el edificio se elevara a 22 pisos. El diseño era el de un palazzo renacentista vertical con estilo Beaux-Arts, dividido como una columna clásica, en base, fuste y capitel.
Otros diseños posteriores a la feria de Burnham incluyeron el Land Title Building (1897) en Filadelfia, el primer edificio importante en esa ciudad no diseñado por arquitectos locales y conocido como "el mejor ejemplo de diseño de rascacielos temprano" allí, Wanamaker's (1902-11) en Filadelfia, ahora Macy's, construido alrededor de un patio central, Wanamaker's Annex (1904, adición: 1907-10), en Nueva York, un edificio de bloque completo de 19 pisos que contiene tanto espacio como el Empire State Building, los grandes almacenes Gimbels neoclásicos (1908-12) también en Nueva York, ahora Manhattan Mall, con una fachada completamente nueva, el asombrosamente Art Deco Mount Wilson Observatory en las colinas sobre Pasadena y Filene's Department Store (1912) en Boston, el último gran edificio diseñado por Burnham.
En 1904, Burnham aceptó una comisión del gobernador general de Filipinas, William Howard Taft. Tendría la oportunidad de rediseñar la capital Manila y planificar la construcción de una capital de verano en Baguio. Debido al estatus de Filipinas como territorio, Burnham pudo perseguir su visión sin tener que ganar la aprobación local. En total, el diseño del proyecto tomó seis meses, y solo seis semanas en ese país. Durante ese lapso no interactuó con los lugareños en relación con el proyecto. Después de que sus planes fueron aprobados por William Cameron Forbes, comisionado de Comercio y Policía de Filipinas, Burnham pudo elegir al arquitecto principal, William E. Parsons. 
Burnham luego partió para vigilar el proyecto desde el continente. Los planes de enfatizaban la mejora del saneamiento, una estética cohesiva (Estilo Misión) y recordatorios visuales de la autoridad del gobierno. En Manila, amplios bulevares irradiaban desde el edificio de la capital, mientras que en Baguio las estructuras gubernamentales se alzaban desde los acantilados sobre la ciudad. La tierra para el proyecto de Baguio, 56 656 m² en total, fue confiscada a los Igorots locales con la aprobación de la Corte Suprema de Filipinas. En Manila, los vecindarios devastados por la guerra por la independencia quedaron intactos, mientras que un hotel de lujo, un casino y clubes de botes fueron diseñados para los dignatarios del continente que estaban de visita.

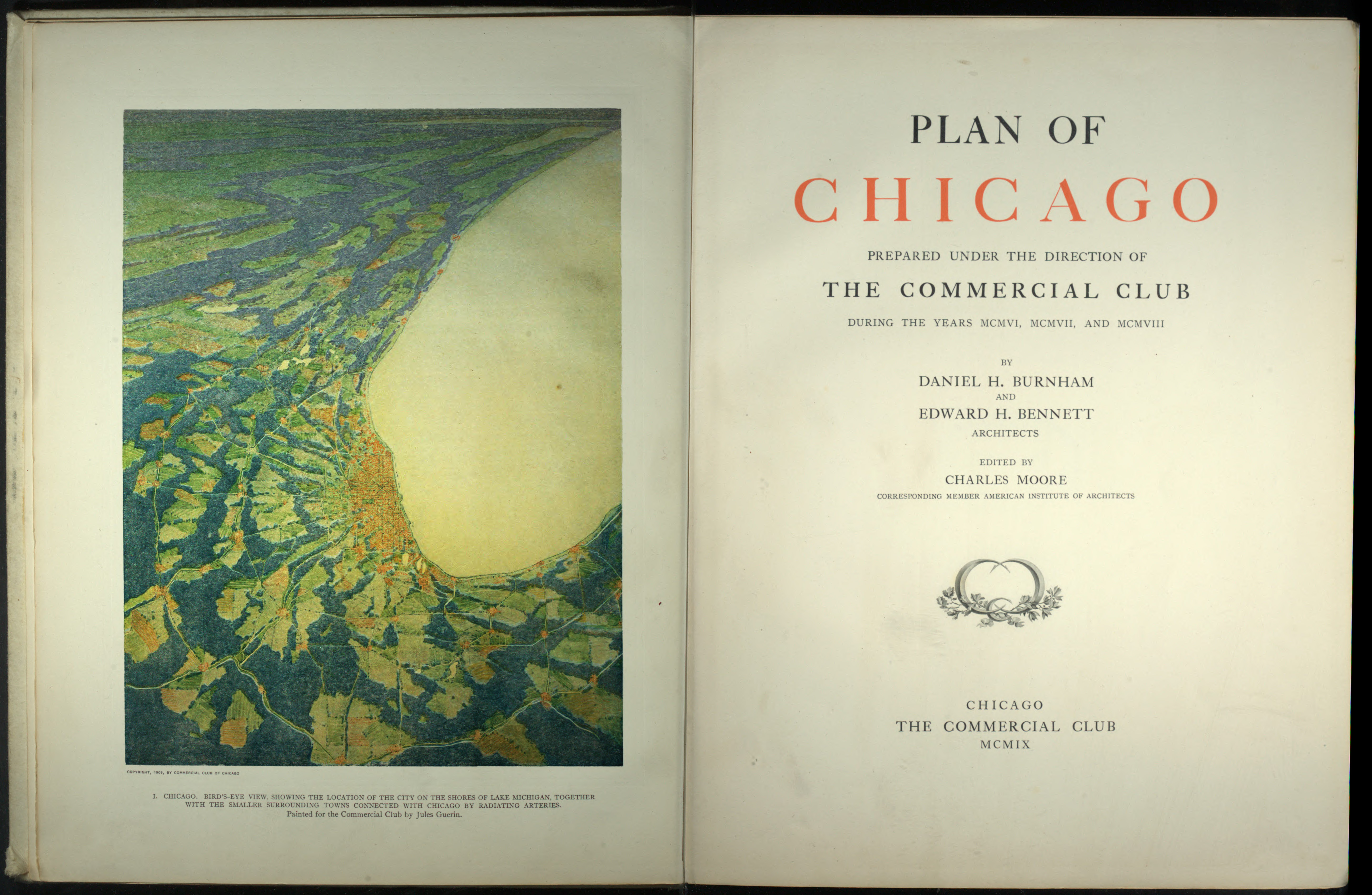
Portada de la primera edición

### Planificación de la ciudad y elPlan de Chicago
Iniciado en 1906 y publicado en 1909, Burnham y su coautor Edward H. Bennett prepararon un Plan de Chicago que trazaba planes para el futuro de la ciudad. Fue el primer plan integral para el crecimiento controlado de una ciudad estadounidense y una consecuencia del City Beautiful Movement. El plan incluía propuestas ambiciosas para la orilla del lago y el río. También afirmó que todos los ciudadanos deben estar a poca distancia de un parque. Patrocinado por el Club Comercial de Chicago, Burnham donó sus servicios con la esperanza de promover su propia causa.
Basándose en planos y diseños conceptuales de la Feria Mundial para la orilla sur del lago, Burnham imaginó a Chicago como un "París en la pradera". Las construcciones de obras públicas de inspiración francesa, las fuentes y los bulevares que irradian desde un palacio municipal central abovedado se convirtieron en el nuevo telón de fondo de Chicago. Aunque solo se implementaron partes del plan, estableció el estándar para el diseño urbano, anticipando la necesidad futura de controlar el crecimiento urbano y continuando influyendo en el desarrollo de Chicago mucho después de la muerte de Burnham.

### Planes en ciudades adicionales
Sin embargo, los proyectos de planificación de la ciudad de Burnham no se detuvieron en Chicago. Burnham había contribuido previamente a planes para ciudades como Cleveland (el Group Plan de 1903), San Francisco (1905), Manila (1905,) y Baguio en Filipinas, cuyos detalles aparecen en el 1909 Publicación del Plan de Chicago. Sus planes para el rediseño de San Francisco fueron entregados a la Junta de Supervisores en septiembre de 1905, pero en la prisa por reconstruir la ciudad después del terremoto de 1906 y los incendios, los planes de Burnham fueron finalmente ignorados. En Filipinas, el Plan de Manila de Burnham nunca se materializó debido al estallido de la Segunda Guerra Mundial y al traslado de la capital a otra ciudad después de la guerra. Sin embargo, algunos componentes del plan se hicieron realidad, incluida la carretera de la costa que se convirtió en Dewey Boulevard (ahora conocido como Roxas Boulevard) y los diversos edificios gubernamentales neoclásicos alrededor de Luneta Park, que se asemejan mucho a una versión en miniatura de Washington D. C., en su arreglo.
En Washington D. C., Burnham hizo mucho para dar forma al Plan McMillan de 1901 que llevó a la finalización del diseño general del National Mall. La Comisión de Parques del Senado, o Comisión McMillan establecida por el senador de Míchigan James McMillan, reunió a Burnham y tres de sus colegas de la Exposición Mundial de Columbia: el arquitecto Charles Follen McKim, el arquitecto paisajista Frederick Law Olmsted Jr. y el escultor Augustus Saint-Gaudens. Yendo mucho más allá de la visión original de Pierre L'Enfant para la ciudad, el plan preveía la extensión del Mall más allá del Monumento a Washington a un nuevo Monumento a Lincoln y un "panteón" que eventualmente se materializó como el Monumento a Jefferson. Este plan implicó la recuperación significativa de tierras del pantano y el río Potomac y la reubicación de una estación de ferrocarril existente, que fue reemplazada por el diseño de Burnham para Union Station. Como resultado de su servicio en la Comisión McMillan, en 1910 Burnham fue nombrado miembro y primer presidente de la Comisión de Bellas Artes de los Estados Unidos, ayudando a asegurar la implementación de la visión del Plan McMillan. Burnham sirvió en la comisión hasta su muerte en 1912.

## Influencia
En su carrera después de la feria, Burnham se convirtió en uno de los defensores más destacados del país del movimiento Beaux-Arts, así como del resurgimiento de la arquitectura neoclásica que comenzó con la feria. Gran parte del trabajo de Burhham se basó en el estilo clásico de Grecia y Roma. En su autobiografía de 1924, Louis Sullivan, uno de los principales arquitectos de la Escuela de Chicago, pero que tuvo una relación difícil con Burnham durante un período prolongado, criticó a Burnham por lo que Sullivan consideraba su falta de expresión original y su dependencia del clasicismo.. Sullivan continuó afirmando que "el daño causado por la Exposición Universal durará medio siglo a partir de su fecha, si no más" – un sentimiento marcado por la amargura, como la América corporativa de principios del siglo XX había demostrado una fuerte preferencia por el estilo arquitectónico de Burnham sobre el de Sullivan.
Burnham es célebre por decir: "No hagas planes pequeños. No tienen magia para remover la sangre de los hombres y probablemente ellos mismos no se harán realidad ". Este eslogan se ha tomado para capturar la esencia del espíritu de Burnham.
Hombre de influencia, Burnham fue considerado el arquitecto preeminente en Estados Unidos a principios del siglo XX. Ocupó muchos cargos durante su vida, incluida la presidencia del Instituto Americano de Arquitectos. Otros arquitectos notables comenzaron sus carreras bajo su égida, como Joseph W. McCarthy. Varios de sus descendientes han trabajado como arquitectos y planificadores influyentes en los Estados Unidos, incluidos su hijo, Daniel Burnham Jr., y sus nietos Burnham Kelly y Margaret Burnham Geddes.

## Vida personal
Burnham se casó con Margaret Sherman, la hija de su primer cliente importante, John B. Sherman, el 20 de enero de 1876. Se conocieron en el sitio de construcción de la casa de su padre. Su padre mandó construir una casa para que viviera la pareja. Durante su noviazgo, hubo un escándalo en el que el hermano mayor de Burnham fue acusado de haber falsificado cheques. Burnham acudió de inmediato a John Sherman y se ofreció a romper el compromiso como una cuestión de honor, pero Sherman rechazó la oferta, diciendo "Hay una oveja negra en cada familia". Sin embargo, Sherman se mantuvo cauteloso con su yerno, quien pensó que bebía demasiado.
Burnham y Margaret permanecieron casados por el resto de su vida. Tuvieron cinco hijos, dos hijas y tres hijos, incluido Daniel Burnham Jr., nacido en febrero de 1886, que se convirtió en arquitecto y urbanista como su padre. Trabajó en la empresa de su padre hasta 1917 y se desempeñó como Director de Obras Públicas de la Feria Mundial de Chicago de 1933-34, conocida como el "Siglo del Progreso".
La familia Burnham vivió en Chicago hasta 1886, cuando compró una casa de campo de 16 habitaciones y una finca en el lago Míchigan en el suburbio de Evanston, Illinois. Burnham se había vuelto cauteloso con Chicago, que sentía se estaba volviendo más sucio y más peligroso a medida que aumentaba su población. Burnham le explicó a su madre, a quien no le contó la mudanza con anticipación, "Lo hice, porque ya no puedo soportar tener a mis hijos en las calles de Chicago... " Cuando Burnham se mudó a "la chabola" en Jackson Park para supervisar mejor la construcción de la feria, su esposa, Margaret y sus hijos permanecieron en Evanston.

## Creencias
Burnham fue uno de los primeros ambientalistas y escribió: "Hasta nuestro tiempo, no se ha practicado una economía estricta en el uso de los recursos naturales, pero debe ser así, a menos que seamos lo suficientemente inmorales como para perjudicar las condiciones en las que nuestros hijos deben vivir", aunque también creía que el automóvil sería un factor ambiental positivo, y que el fin del transporte a caballo traería "un verdadero paso hacia la civilización". ... Sin humo, sin gases, sin basura de caballos, su aire y sus calles estarán limpios y puros. Esto significa, ¿no es así, que la salud y el espíritu de los hombres serán mejores?" Como muchos hombres de su tiempo, también mostró interés por lo sobrenatural, diciendo: "Si pudiera tomarme el tiempo, creo que podría probar la continuación de la vida más allá de la tumba, razonando desde la necesidad, filosóficamente hablando, de una creencia en un poder absoluto y universal".

## Muerte

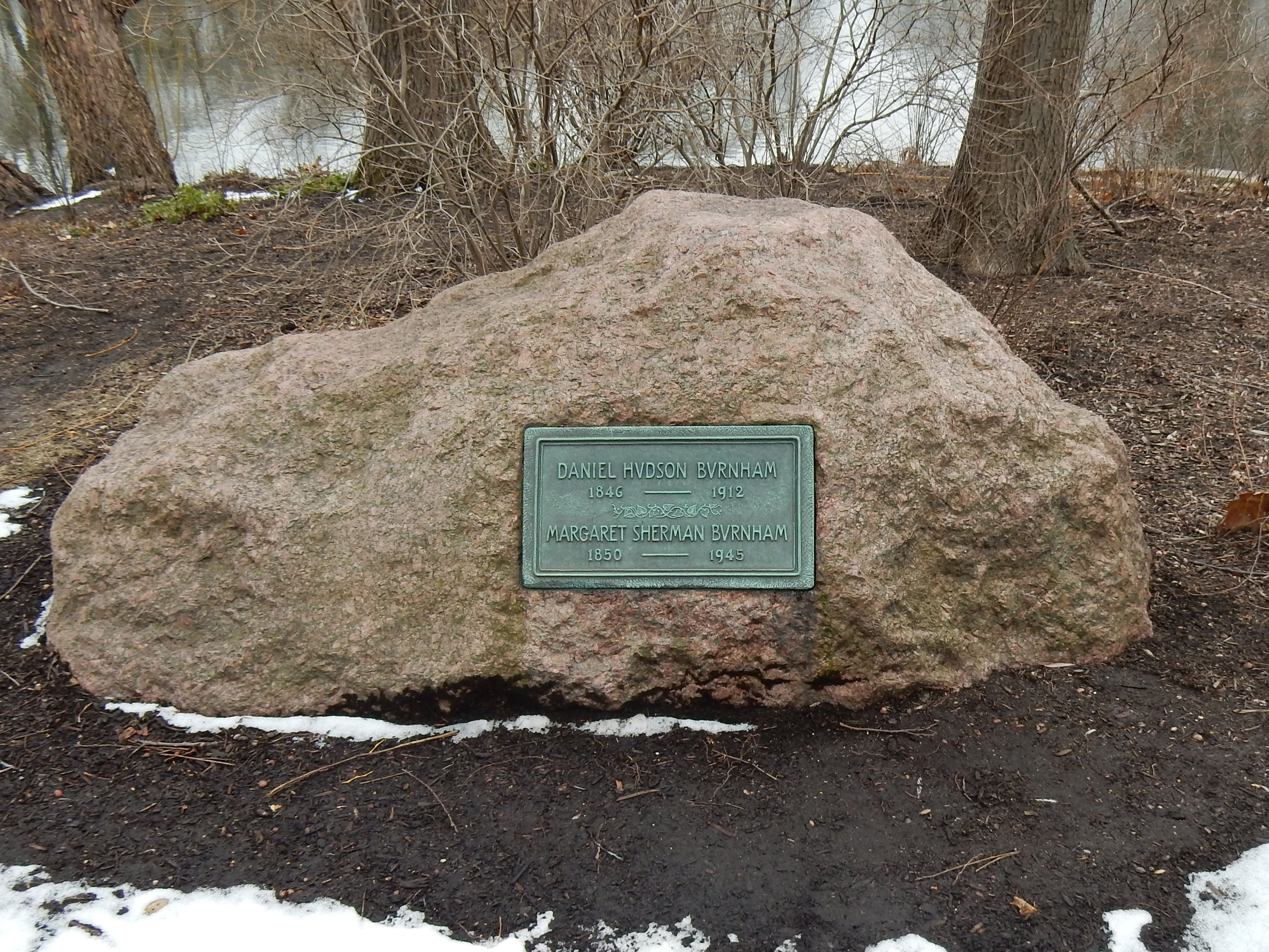
Lápida de Daniel Burnham en el cementerio de Graceland, Chicago, Illinois

Cuando Burnham tenía cincuenta y tantos años, su salud comenzó a deteriorarse. Desarrolló colitis y en 1909 le diagnosticaron diabetes, que afectó su sistema circulatorio y le provocó una infección en el pie que continuaría por el resto de su vida.
El 14 de abril de 1912, Burnham y su esposa estaban a bordo del SS Olympic de la White Star Line, viajando a Europa para hacer una gira por Heidelberg, Alemania. Cuando intentó enviar un telegrama a su amigo Frank Millet que viajaba en la dirección opuesta, de Europa a Estados Unidos, en el SS Titanic, se enteró de que el barco se había hundido en un accidente y Millet no sobrevivió. Burnham murió sólo 47 días después de una colitis complicada por su diabetes y una intoxicación alimentaria por una comida ingerida en Heidelberg.
En el momento de su muerte, DH Burnham and Co. era el estudio de arquitectura más grande del mundo. Incluso el legendario arquitecto Frank Lloyd Wright, aunque muy crítico de las influencias europeas del Beaux Arts de Burnham, todavía lo admiraba como hombre y lo elogiaba, diciendo: "[Burnham] hizo un uso magistral de los métodos y los hombres de su tiempo ... [Como] entusiasta promotor de grandes empresas de construcción ... su poderosa personalidad era suprema ". La firma sucesora de la práctica de Burnham fue Graham, Anderson, Probst & White, que continuó de alguna forma hasta 2006. Burnham fue enterrado en el cementerio Graceland de Chicago.

## Memoriales
Los homenajes a Burnham incluyen Burnham Park y Daniel Burnham Court en Chicago, Burnham Park en Baguio City en las Filipinas, Daniel Burnham Court en San Francisco (anteriormente Hemlock Street entre Van Ness Avenue y Franklin Street), el premio anual Daniel Burnham Award for a Comprehensive Plan (dirigido por la Asociación Estadounidense de Planificación), y el Burnham Memorial Competition que se llevó a cabo en 2009 para crear un monumento a Burnham y su Plan de Chicago. Las bibliotecas Ryerson & Burnham del Art Institute of Chicago tienen colecciones de documentos personales y profesionales, fotografías y otros materiales de archivo de Burnham.
Además, el Reliance Building en Chicago, que fue diseñado por Burnham y Root, es ahora el Hotel Burnham, aunque Root fue el arquitecto principal antes de su muerte en 1891.

## Comisiones notables

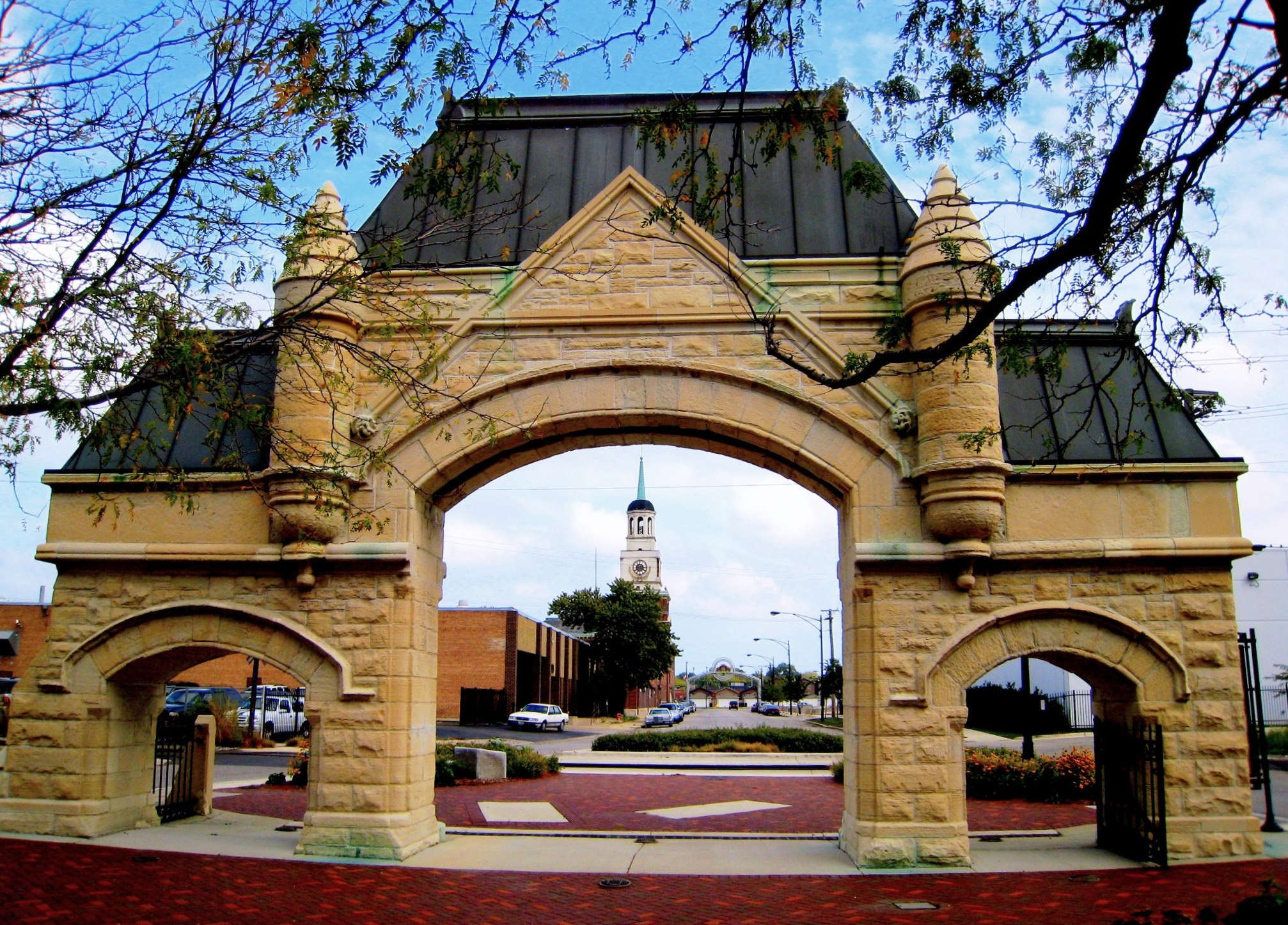
Union Stock Yard Gate, Chicago (1879, foto: 2007)

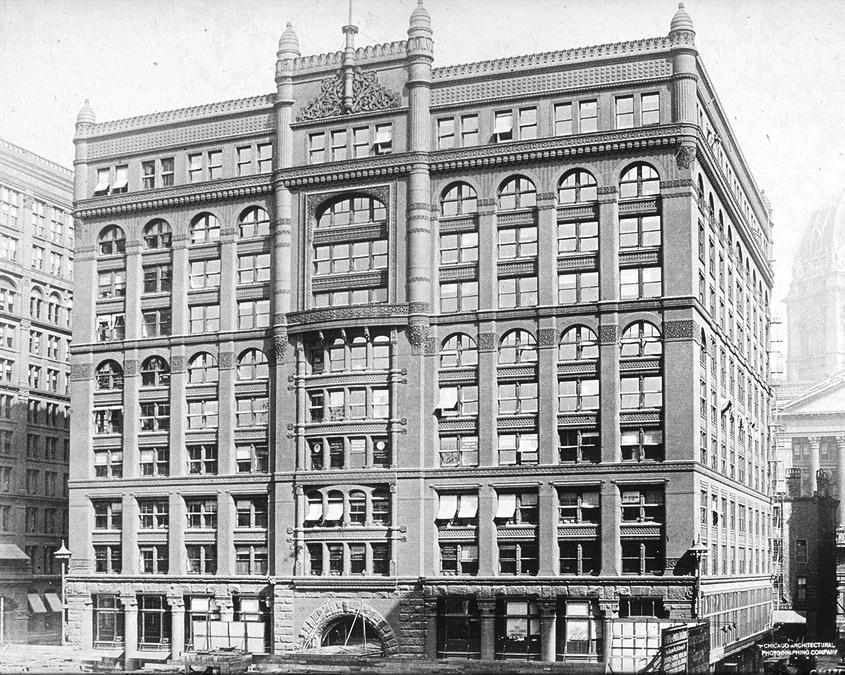
El Rookery Building en Chicago, (1886, foto: 1891)

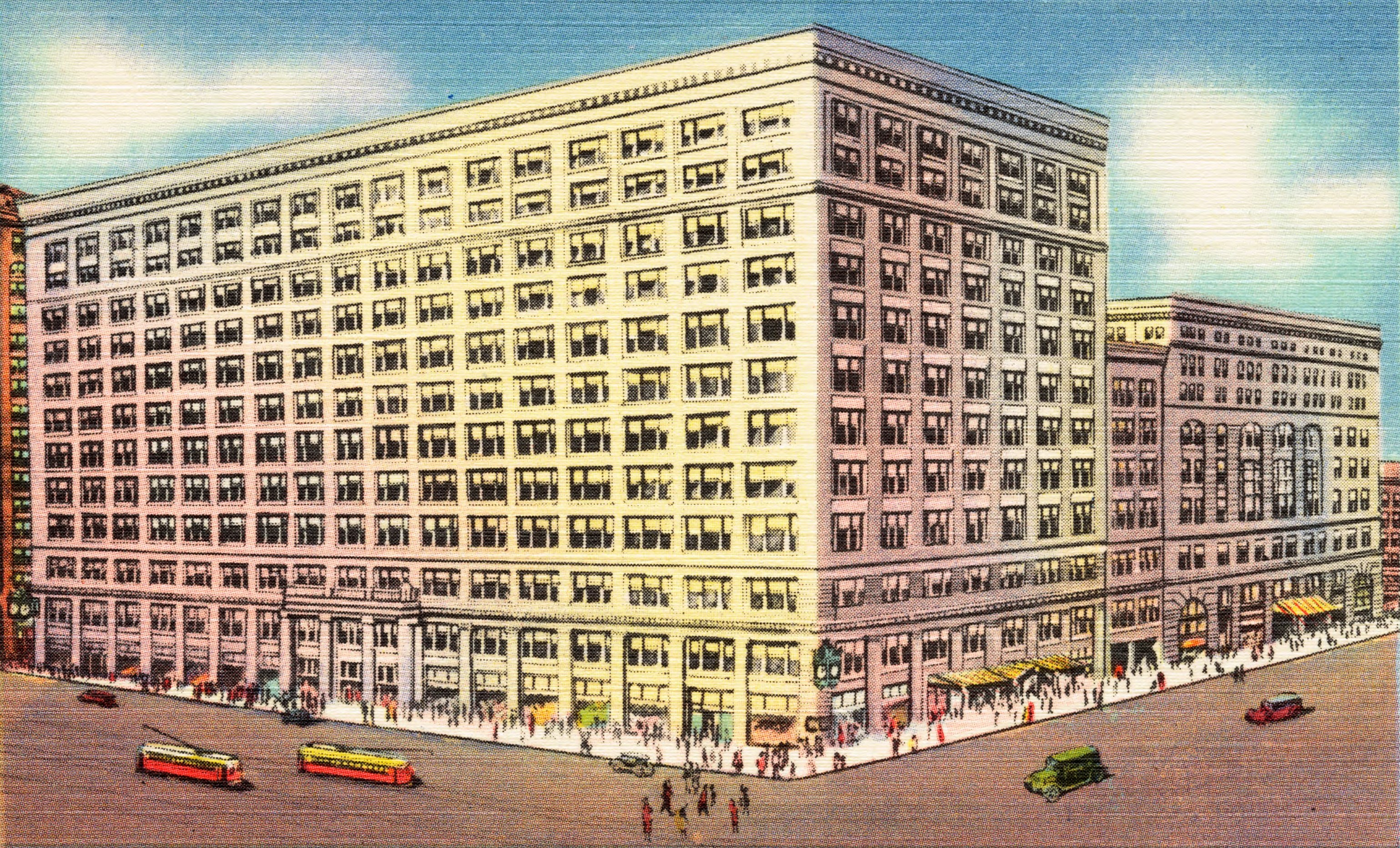
Marshall Field and Company Building, Chicago, (1891-92, imagen: c.1930-1945)

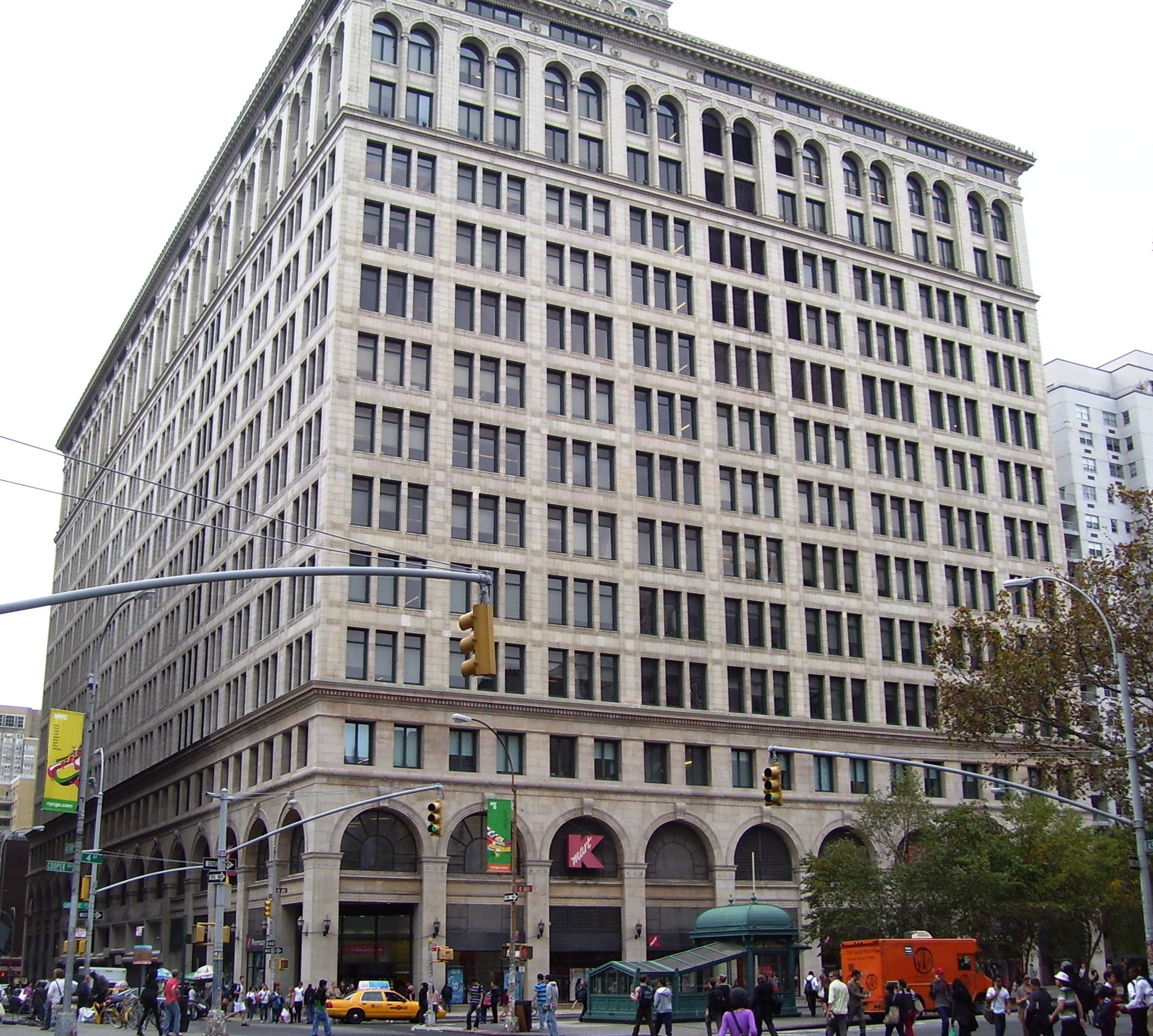
770 Broadway, Nueva York (1904, adición: 1907–10, foto: 2010)

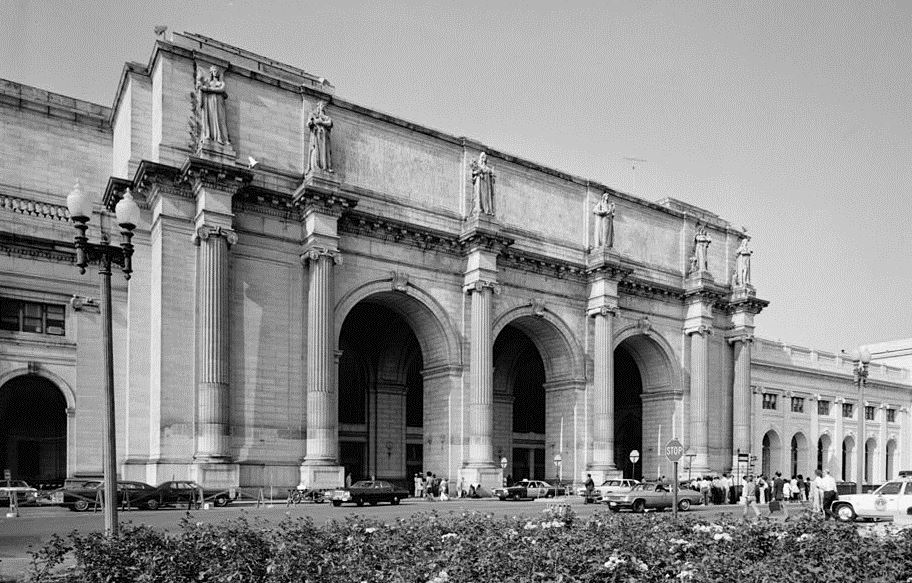
Union Station en Washington D. C., (1908, foto: 1974)

### Chicago
- Union Stock Yard Gate (1879)
- Union Station (1881)
- Montauk Building (1882-1883)
- Casa de Kent (1883)
- Rookery Building (1886)
- Reliance Building (1890-1895)
- Monadnock Building (mitad norte, 1891)
- Marshall Field and Company Building (ahora Macy's, 1891-1892)
- Fisher Building (1896)
- Symphony Center (1904)
- Heyworth Building (1904)
- Boyce Building, en el Registro Nacional de Lugares Históricos (1915)[59][60]
- Butler Brothers Warehouse (ahora The Gogo Building) (1913)

### Cincinnati
- Union Savings Bank and Trust Building (más tarde el Fifth Third Union Trust Building, el Bartlett Building y ahora el Renaissance Hotel, 1901)[61]
- Tri-State Building (1902)[61]
- First National Bank Building (más tarde Clopay Building y ahora Fourth & Walnut Center, 1904)
- Fourth National Bank Building (1904)[61]

### Detroit
- Majestic Building (1896, demolido en 1962)
- Ford Building (1907-08)
- Dime Building (1912)

### Nueva York
- Flatiron Building (1901)[62] [upper-alpha 1]
- Wanamaker's Annex, grandes almacenes en toda la manzana (1904, adición: 1907-10)
- Gimbels Department Store (1908–12)

### Filadelfia
- Land Title Building (1897)
- Grandes almacenes John Wanamaker (que ahora alberga un Macy's y oficinas, 1902-11)

### Pittsburgh
- Union Trust Building (1898, 337 Fourth Avenue, no la estructura de 1917 del mismo nombre en Grant Street)
- Pennsylvania Union Station (1900-1902)
- Frick Building (1902)
- Grandes almacenes McCreery (ahora oficinas - 300 Sixth Avenue Building, 1904)
- Highland Building (1910, 121 South Highland Avenue)
- Henry W.Oliver Building (1910)

### San Francisco
- Merchants Exchange Building (1904)
- The Mills Building (1892, restauración y ampliación: 1907-1909)
- Daniel Burnham Court San Francisco que aparece a la salida del estacionamiento. (2019 y viceversa)

### WashingtonD.C.
- Union Station (1908)
- Postal Square Building (1911-1914)
- Fuente de Colón (1912)

### Otros

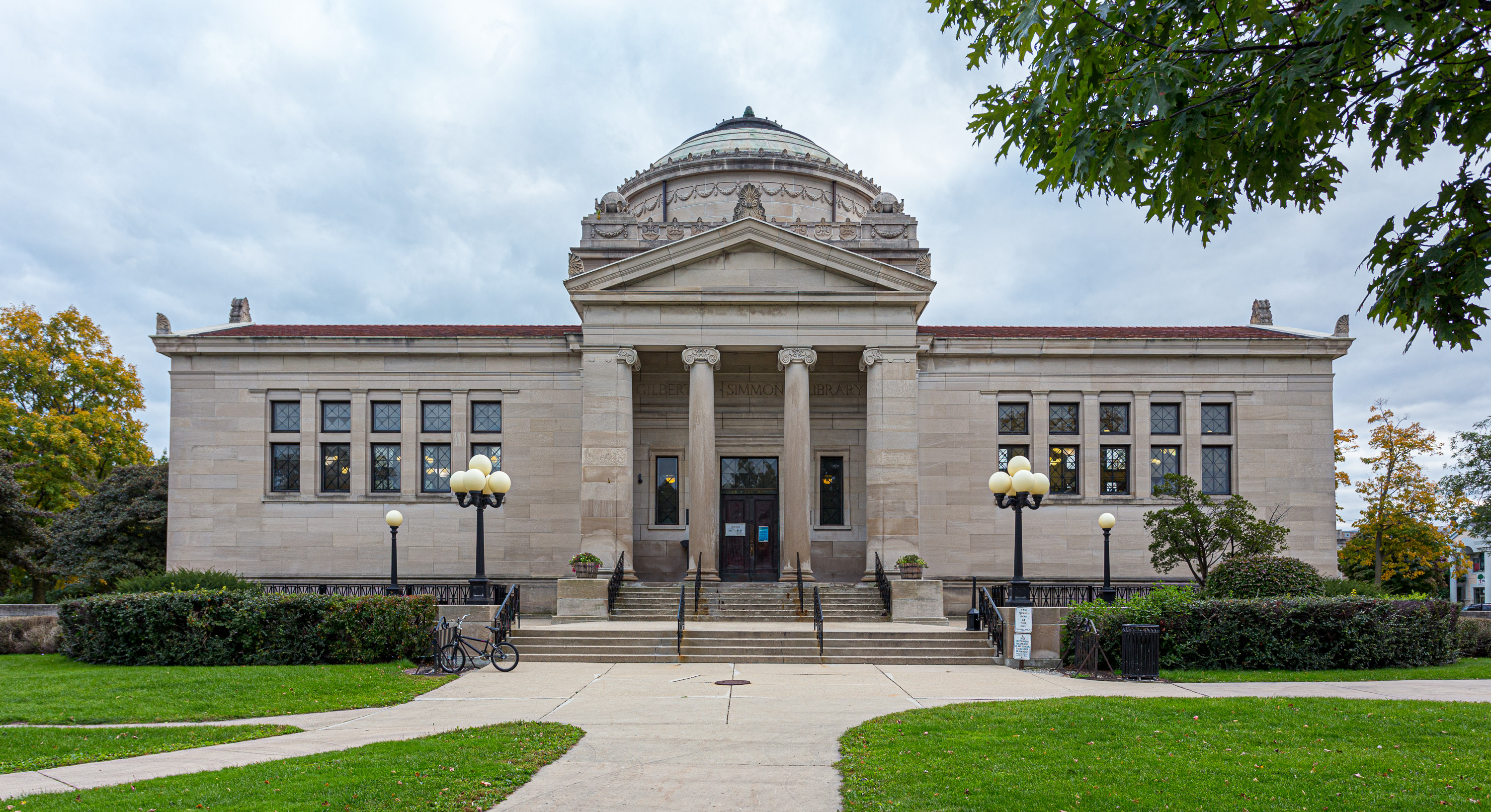
Biblioteca en memoria de Gilbert M. Simmons

- Keokuk Union Depot, Keokuk, Iowa (1891)[63]
- Pearsons Hall of Science, Beloit, Wisconsin (1892–93)
- Ellicott Square Building, Búfalo, Nueva York (1896)
- Columbus Union Station, Columbus, Ohio (1897)
- Wyandotte Building, Columbus, Ohio (1897-1898)
- Biblioteca en memoria de Gilbert M. Simmons, Kenosha, Wisconsin (1900)
- One Calvert Plaza, Baltimore (1901, esquina sureste de las calles South Calvert y East Baltimore, dañado durante el Gran Incendio de Baltimore de febrero de 1904, pero tras la inspección, el exterior de acero y mampostería se consideró sólido; el interior dañado se reconstruyó más tarde)
- Primer edificio del Banco Nacional (ahora Edificio Fayette), Uniontown, Pensilvania (1902)
- Pennsylvania Railroad Station, Richmond, Indiana (1902)
- Cleveland Mall con Arnold Brunner y John Carrère, Cleveland (1903)
- Union Station, El Paso, Texas (1905–06)
- The Fleming Building, Des Moines, Iowa (1907)
- Estación de ferrocarril Yazoo & Misisipi Valley, Vicksburg, Misisipi (1907)[63]
- Distrito histórico del Centro Cívico de Duluth, Duluth, Minnesota, (1908–09, cuatro edificios)
- Grandes almacenes Selfridge & Co., Oxford Street, Londres (1909)
- Miners National Bank Building, Wilkes-Barre, Pensilvania (1911, ahora Citizens Bank Financial Center)
- Terminal Arcade, Terre Haute, Indiana (1911)
- Filene's Department Store, Boston (1912)
- Starks Building, Louisville, Kentucky (1912)
- Riverfront Apartments, Toledo, Ohio (1913, ahora Riverfront Apartments)
- El Granada, California (plan maestro de la ciudad)
- First National Bank Building, Milwaukee
- Biblioteca Pública Joliet, Joliet, Illinois (1903)
- Estación de tren de Kenilworth, Kenilworth, Illinois
- Observatorio Mount Wilson, Pasadena, California

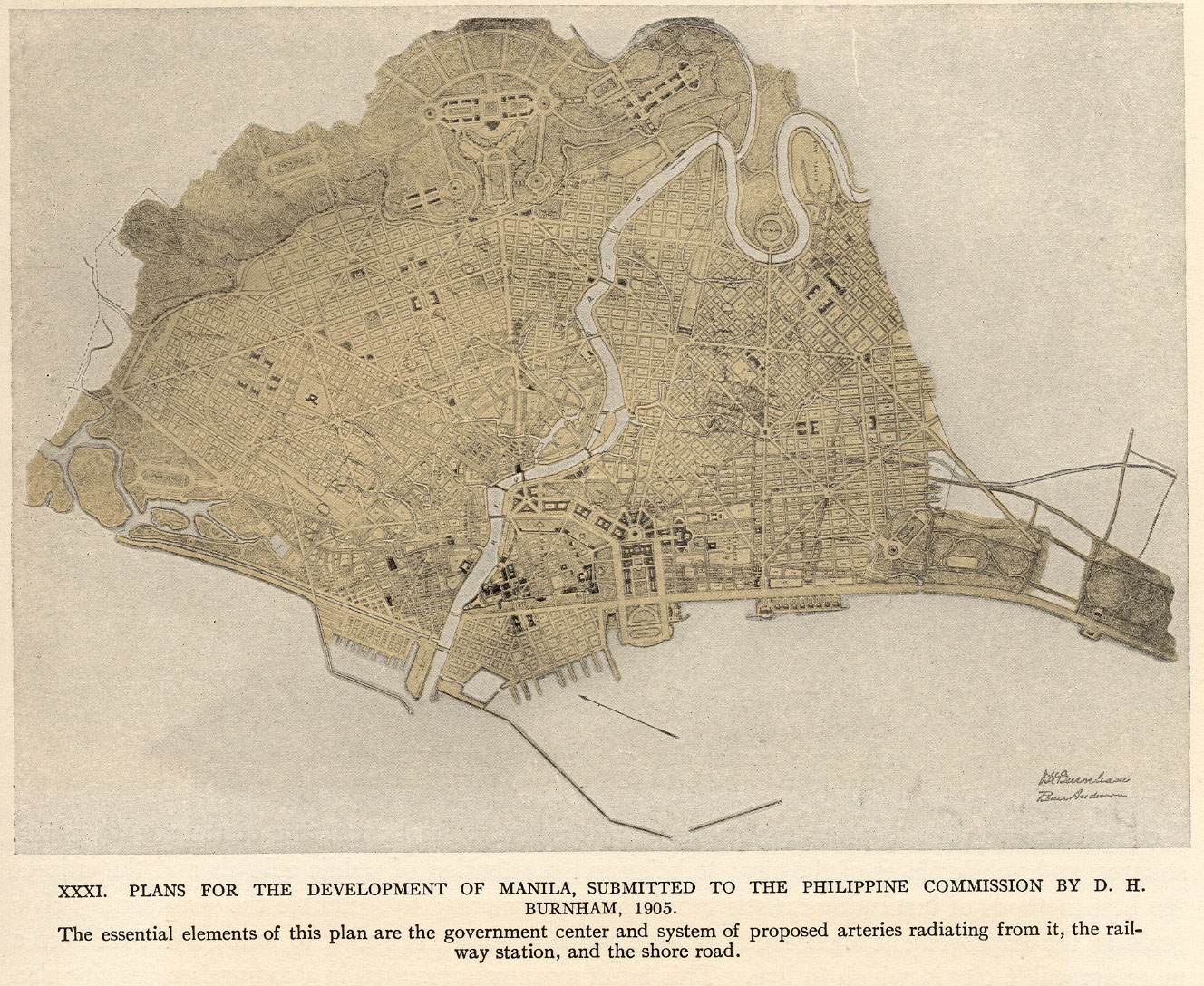
El plan de Burnham para Manila

### Filipinas
- Planificación de la ciudad de Manila
- Planificación de la ciudad de Baguio
- Capitolio Provincial de Negros Occidental en Bacólod, Negros Occidental
- Capitolio Provincial de Pangasinan
- Parque Burnham

## En la cultura popular
- No hagas pequeños planes: Daniel Burnham y la ciudad estadounidense[64] es el primer largometraje documental sobre el célebre arquitecto y urbanista Daniel Hudson Burnham, producido por Archimedia Workshop. La distribución nacional en 2009 coincidió con la celebración del centenario del Plan 1909 de Chicago de Daniel Burnham y Edward Bennett.
- El diablo en la ciudad blanca, un libro de no ficción de Erik Larson, entrelaza las historias reales de dos hombres: H. H. Holmes, un asesino en serie famoso por su 'hotel asesino' en Chicago, y Daniel Burnham.
- En el juego de rol Unknown Armies, James K. McGowan, el Verdadero Rey de Chicago, cita a Daniel Burnham y lo considera un modelo del misterioso y mágico pasado de la Ciudad del Viento.
- En el episodio "Legendaddy" de la Comedia de situación How I Met Your Mother, el personaje Ted, que es profesor de arquitectura, describe a Burnham como un "camaleón arquitectónico".
- En el episodio "Household" de El cuento de la criada original de Hulu, se menciona indirectamente a Daniel Burnham y solo se lo nombra hereje por la razón por la que el gobierno de Gilead demolió y reemplazó la Union Station de Washington D. C..
- En la versión de Joffrey Ballet de El cascanueces, coreografiada por Christopher Wheeldon, Daniel Burnham, es el personaje Drosselmeyer del ballet.[65]